# المشرطة (أسلم)

تعديل مصدري - تعديل

المشرطة هي إحدى قرى عزلة أسلم الشام بمديرية أسلم التابعة لمحافظة حجة، بلغ تعداد سكانها 150 نسمة حسب تعداد اليمن لعام 2004.